# Bodtjärnen (Hassela socken, Hälsingland)
Bodtjärnen är en sjö i Nordanstigs kommun i Hälsingland och ingår i Harmångersåns huvudavrinningsområde. Sjön har en area på 0,0405 kvadratkilometer och ligger 234,2 meter över havet.

## Delavrinningsområde
Bodtjärnen ingår i det delavrinningsområde (689272-154402) som SMHI kallar för Mynnar i Skansån. Medelhöjden är 300 meter över havet och ytan är 5,94 kvadratkilometer. Det finns inga avrinningsområden uppströms utan avrinningsområdet är högsta punkten. Vattendraget som avvattnar avrinningsområdet har biflödesordning 3, vilket innebär att vattnet flödar genom totalt 3 vattendrag innan det når havet efter 61 kilometer. Avrinningsområdet består mestadels av skog (87 procent). Avrinningsområdet har 0,04 kvadratkilometer vattenytor vilket ger det en sjöprocent på 0,7 procent.